# Joan Benoit
Joan Benoit, po mężu Samuelson (ur. 16 maja 1957 w Cape Elizabeth w stanie Maine) – amerykańska lekkoatletka specjalizująca się w biegu maratońskim.
Mistrzyni olimpijska z Los Angeles (1984) w biegu maratońskim, jak również złota medalistka igrzysk panamerykańskich z Caracas. 18 kwietnia 1983 w Bostonie ustanowiła najlepszy wynik w historii kobiecego maratonu – 2:22:43, poprawiony w 1985 przez Ingrid Kristiansen. Rekord życiowy Benoit w maratonie wynosi 2:21:21 i ustanowiony został w Chicago (1985).